# Comme on a dit
Albums de Louise attaque
Louise attaque
(1997) À plus tard crocodile
(2005)
Comme on a dit est le deuxième album de Louise attaque, sorti le 18 janvier 2000 chez Atmosphériques. Il est récompensé en 2001 par une Victoire de la musique dans la catégorie « Album rock de l'année ».

## Historique
Après le succès phénoménal du premier album homonyme, Louise attaque réussit à produire un album différent, plus mûr et plus sombre. Le succès, bien que moindre par rapport au premier album, sera là avec 700 000 disques vendus. Après cet album, des tensions apparaissent dans le groupe[réf. nécessaire] qui se séparera durant quatre années.

## Liste des titres de l'album
| No  | Titre                          | Durée |
| --- | ------------------------------ | ----- |
| 1.  | Qu'est ce qui nous tente ?     | 2:44  |
| 2.  | Tu dis rien                    | 2:22  |
| 3.  | Sans filet                     | 4:23  |
| 4.  | D'amour en amour               | 1:20  |
| 5.  | Tout passe                     | 2:22  |
| 6.  | L'Intranquilité                | 3:47  |
| 7.  | Comme on a dit                 | 4:51  |
| 8.  | Pour un oui, pour un non       | 2:12  |
| 9.  | Faut se le dire                | 2:33  |
| 10. | La Plume (avec Françoiz Breut) | 3:56  |
| 11. | Justement                      | 2:40  |
| 12. | La Ballade de basse            | 8:17  |
| 13. | Du nord au sud                 | 4:57  |

## Musiciens ayant participé à l'album
- Gaëtan Roussel : chant, guitare et claviers
- Arnaud Samuel : violon et guitare
- Robin Feix : basse et claviers
- Alexandre Margraff : batterie

Le groupe a également fait appel à des artistes invités :
- David Eugene Edwards : bandonéon sur Comme on a dit
- Philippe Teboul : percussions sur Pour un oui, pour un non
- Françoiz Breut : chant sur La Plume

## Classement de ventes
| Pays          | Meilleure position |
| ------------- | ------------------ |
| Belgique (Fr) | 1                  |
| France        | 1                  |
| Suisse        | 10                 |